# Aguiarnópolis
Aguiarnópolis es un municipio brasilero del estado del Tocantins. Se localiza a una latitud 06º33'45" sur y a una longitud 47º27'59" oeste, estando a una altitud de 150 metros. Su población estimada en 2016 era de 4.516 habitantes.
Posee un área de 239,81 km².